# Staples Inc.
Staples (NYSE SPLS) és la companyia que més articles d'oficina ven del món. Va ser fundada en 1986 en Brighton, Massachusetts, i té la seua seu en Framingham, Massachusetts. Els seus principals competidors són OfficeMax i Office Depot.

## Història
La idea de Staples va nàixer en 1985, quan el seu fundador Thomas G. Stemberg estava treballant en una proposta d'un pla de negocis. Necessitava una cinta per a la seua impressora, però no va poder trobar-la perquè el seu proveïdor habitual estava tancat pel firat del Dia de la Independència. La seua frustració per haver de dependre de negocis petits per a productes crítics, combinat amb la història de Stemberg en el negoci alimentari ho va dur a portar a terme a una visió d'una superbotiga de productes d'oficina. La primera botiga s'obrí en Brighton, Massachusetts en 1986. La botiga número 500 en Vero Beach, Florida, en 1996.